# Pseudobunocephalus iheringii
Pseudobunocephalus iheringii är en fiskart som först beskrevs av Boulenger, 1891.  Pseudobunocephalus iheringii ingår i släktet Pseudobunocephalus och familjen Aspredinidae. Inga underarter finns listade i Catalogue of Life.